# Yrjö Lehtilä
Yrjö Ilmari Lehtilä (ur. 19 listopada 1916 w Turku, zm. 27 marca 2000) – fiński lekkoatleta, specjalista pchnięcia kulą, medalista mistrzostw Europy z 1946.
Zdobył brązowy medal w pchnięciu kulą na mistrzostwach Europy w 1946 w Oslo, przegrywając jedynie z reprezentantem Islandii Gunnarem Husebym i Dmitrijem Goriainowem ze Związku Radzieckiego.
Na igrzyskach olimpijskich w 1948 w Londynie zajął 6. miejsce w tej konkurencji.
Był mistrzem Finlandii w pchnięciu kulą w latach 1943–1945 i 1947, wicemistrzem w 1942 i 1947 oraz brązowym medalistą w 1949.
Jego rekord życiowy wynosił 15,85 m i został ustanowiony 28 czerwca 1944 w Turku.